# 湘南学院高等学校
湘南学院高等学校（しょうなんがくいんこうとうがっこう）は、神奈川県横須賀市佐原にある私立高等学校。

## 概要
生徒は入学時にサイエンスコース、アドバンスコース、アビリティコース、リベラルアーツコースに分かれる。2年生次、生徒の成績によりコースを変更することができる。また、リベラルアーツコースを除く各コースで文理選択をすることができる。
放課後に内外から教師を集め、生徒の希望による講義（サプリメントカリキュラム）がおこなわれている。平成19年度からアドバンス国公立大学クラスが新設された。

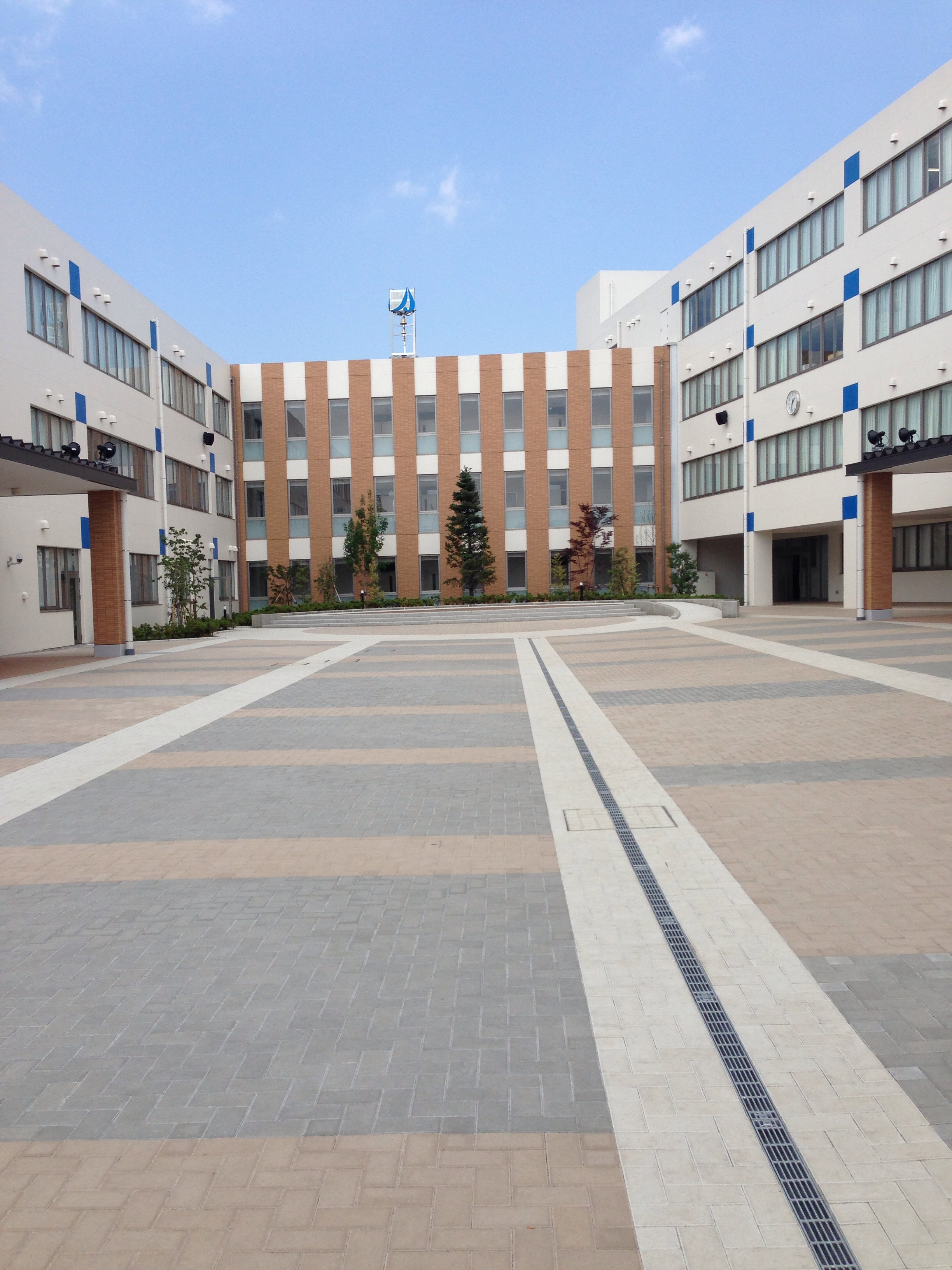
校舎

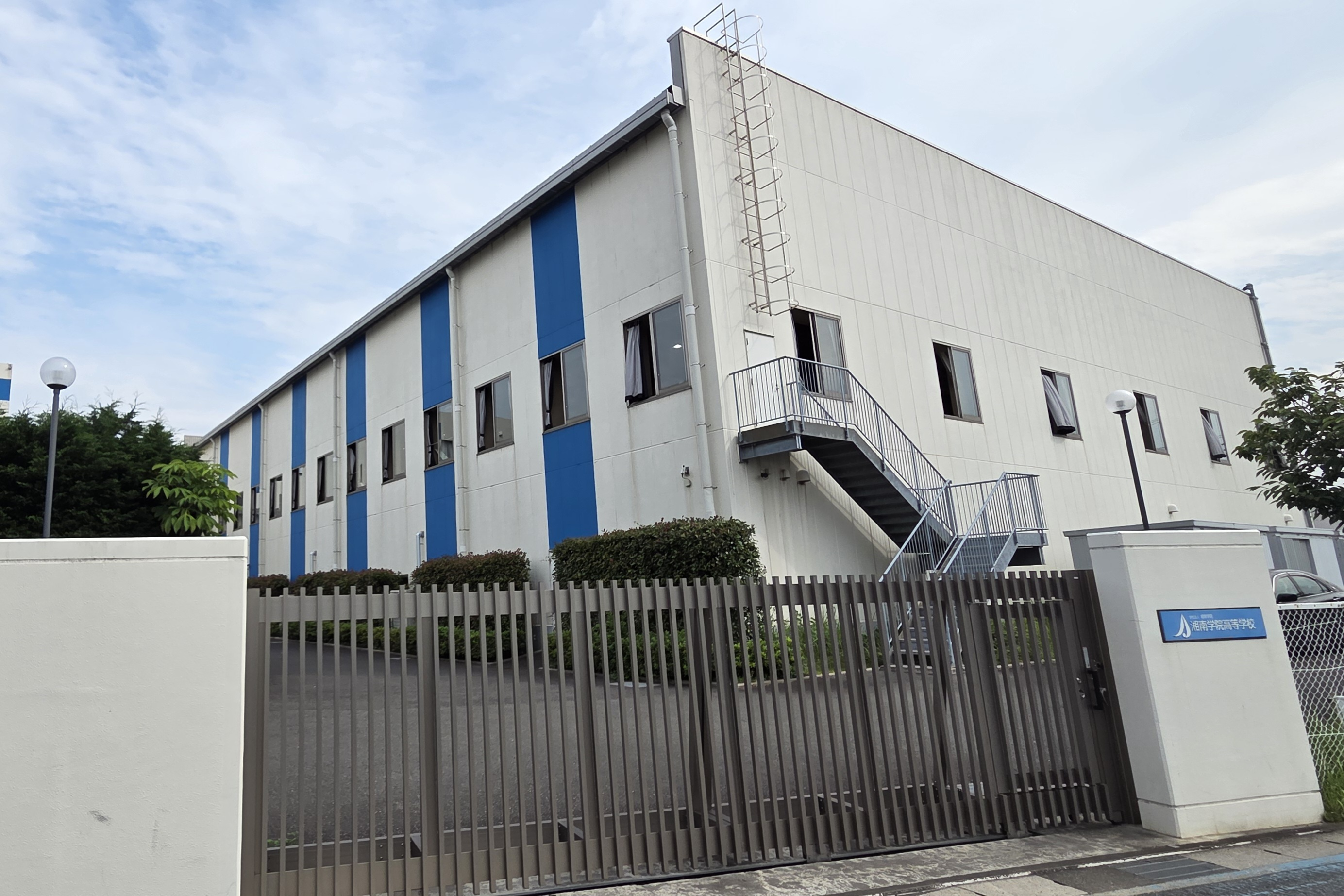
北門（通常時は使用せず）

## 沿革
（沿革節の主要な出典）
- 1932年（昭和7年） - 「軍港裁縫女学院」として設立
- 1936年 - 校名を「湘南女学校」に改称
- 1939年 - 校名を「高等湘南女学院」に改称
- 1941年 - 財団法人化
- 1948年 - 学制改革、校名を「湘南女子高等学校」に改称
- 2000年（平成12年） - 男女共学化、校名を「湘南学院高等学校」に改称
- 2013年 - 横須賀市日の出町から横須賀市佐原に校舎を移転

## 部活動
女子バスケットボール部は高校総体に6回出場し、ウインターカップに3回出場している。
女子サッカー部も全日本高等学校女子サッカー選手権に優勝経験がある。

## 交通
- 京急久里浜線北久里浜駅より徒歩12分
- 京急久里浜線京急久里浜駅又はJR横須賀線久里浜駅より京浜急行バス　工業団地経由北久里浜駅行乗車　佐原3丁目下車 徒歩2分
- JR横須賀線衣笠駅より京浜急行バス　久里浜駅行乗車　池田町下車　徒歩5分

## 著名な出身者
- 日野美歌 - 歌手 / 演歌
- 近賀ゆかり - 女子サッカー選手（サンフレッチェ広島レジーナ / 元なでしこジャパン）
- 矢野喬子 - 女子サッカー選手（元なでしこジャパン）、指導者
- 杉田亜未 - 女子サッカー選手（アルビレックス新潟レディース / なでしこジャパン）
- 鶴岡果恋 - 女子プロゴルファー
- 原英莉花 - 女子プロゴルファー
- やしろあずき - 漫画家[3]
- 古謝樹 - プロ野球選手（東北楽天ゴールデンイーグルス）